# Боэмон д’Астарак
Боэмон (Bohémond) (р. ок. 1130, ум. не позднее 1183) — граф Астарака с 1142.
Сын Бернара I и его второй жены Лонгебруны. 

Графство Астарак на карте Гаскони

Сначала был соправителем старшего брата — Санша II, получив при разделе отцовских владений Гожан, Монтама и Совтер. Другой брат, Бернар II (существование которого документально не подтверждено), еще при жизни отца стал владельцем сеньории Сен-Мартен дю Гот, находившейся за пределами графства.
После смерти Санша II (1169) Боэмон стал править Астараком единолично.
В 1175 г. совершил паломничество в Иерусалим. Не позднее 1183 года удалился на покой в монастырь Берду и вскоре умер.
Жена — Рубеа де Марсан (ок.1130 — 1174), дочь Пьера де Марсан и Беатрисы Бигорской. Четыре дочери:
- Мария — ум. в детском возрасте
- Маркеза (ум. не ранее 1191) — графиня Астарака
- Бонафама — ум. в детском возрасте
- Бенетрикс (ок. 1150 — ок. 1200) - графиня Астарака.

Вторая дочь Боэмона Маркеза вышла замуж за испанского дворянина по имени Химено, фр. - Эзмен (Eisemène) (ум. ок. 1188), который начиная с 1182 года упоминается с титулом графа д’Астарак (Eisemen comite Astaracensi).
В последующие годы графами Астарака называли себя:
- Маркеза (дочь Боэмона) (1183-1191)
- Бенетрикс (дочь Боэмона) (1189 - ок. 1200)
- Бернар II/III (по одной версии - сын Маркезы и Эзмена, по другой версии - младший брат Боэмона, по третьей версии - сын Маркезы от первого мужа) (1179-1205)
- Родерик (Родриго Хименес) (сын Эзмена от первой жены, первый муж вышеупомянутой Бенетрикс) (1187-1190)
- Виталь де Монтегю, второй муж Бенетрикс (1194-1205)

С ок. 1205 года графом Астарака стал Сантюль I - основатель Второго Астаракского дома. Считается, что он был сыном графини Бенетрикс  и Родриго Хименеса. 